# U 409
U 409 war ein deutsches U-Boot vom Typ VII C der Kriegsmarine. Auf seinen sechs Feindfahrten versenkte es 4 Handelsschiffe mit 24.961 BRT, auf denen insgesamt 73 Menschen starben, davon eines mit einem Kriegsschiff an Bord mit 10 Tonnen, außerdem ein Passagierschiff mit Landungstruppen, auf dem 22 Mann starben, und beschädigte ein Handelsschiff mit 7519 BRT. Das U-Boot wurde am 12. Juli 1943 von dem britischen Zerstörer HMS Inconstant vor der algerischen Küste versenkt, wobei 11 Besatzungsmitglieder starben und 38 Mann in britische Kriegsgefangenschaft gerieten.

## Geschichte
Der Bauauftrag bezüglich U 409 erging am 30. Oktober 1939 an die Danziger Werft und Eisenbahnwerkstätten. Das Boot wurde mit acht weiteren U-Booten dieses Typs im Jahr 1941 an die Kriegsmarine ausgeliefert und unter Kommandant Hans-Ferdinand Maßmann in Dienst gestellt, der mit U 409 insgesamt sechs Feindfahrten unternahm. Zu seinen Unternehmungen lief das Boot meistens aus Brest, dem Stützpunkt der 9. U-Flottille, der es seit September 1942 angehörte, aus. Ab Juli 1943 gehörte das Boot der 29. U-Flottille an und war – im Anschluss an einen gelungenen Durchbruch durch die Straße von Gibraltar – in Toulon stationiert.

### Einsätze
Im Herbst 1942 wurde U 409 der U-Bootgruppe „Streitaxt“ zugeteilt, die am 30. Oktober den Geleitzug SL 125 angriff. Dabei gelang es Kommandant Massmann das britische Handelsschiff Silverwillow (Lage) zu versenken, wobei sechs Menschen starben und 61 überlebten, und das britische Handelsschiff Bullmouth zu beschädigen. Letzteres wurde wenige Stunden später von U 659 per Fangschuss versenkt, wobei 50 Besatzungsmitglieder starben und nur sechs gerettet wurden.
Am 9. März 1943 gehörte U 409 zur U-Bootgruppe „Westmark“, die zusammengestellt worden war, um den Geleitzug SC 121 anzugreifen. Kommandant Massmann versenkte während der Angriffe auf diesen Konvoi das britische Handelsschiff Rosewood (Lage), auf dem alle 42 Mann an Bord starben, und das amerikanische Handelsschiff Malantic (Lage), wobei 25 Menschen starben und 22 überlebten.
Am 4. Juli 1943 versenkte U 409 den als Truppentransporter dienenden Passagierdampfer City of Venice mit 8762 BRT, auf dem 292 Soldaten der 1. Kanadischen Division und Zehn Mann Schiffsbesatzung für die Operation Husky zur Invasion Siziliens transportiert wurden. Auf dem Schiff starben 22 Menschen, während 460 gerettet wurden. U 409 hatte jedoch keine Zeit mehr, diesen Erfolg zu melden.

### Versenkung
Das U-Boot wurde am 12. Juli 1943 von dem britischen Zerstörer Inconstant vor Dellys an der algerischen Küste versenkt.
Der als Sicherungsfahrzeug beim Geleitzug MFK-19A eingesetzte Zerstörer erfasste über das Asdic ein Objekt. Nach einer einzelnen Wasserbombe war klar, dass es sich nicht um einen Fischschwarm, sondern um ein U-Boot handelte. Daher wurde um 07:22 Uhr der erste Angriff gefahren. Nach sechs Angriffen tauchte das U-Boot senkrecht auf, kam dann auf ebenem Kiel zum Liegen. Die Inconstant belegte das Deck des U-Bootes mit Granaten. Eine Granate traf den Turm und beschädigte ihn schwer. Durch den Beschuss wurden zahlreiche Besatzungsmitglieder von U 409 getötet, als sie versuchten, das Boot zu verlassen beziehungsweise das Feuer zu erwidern. Nach der Versenkung wurden zunächst 39 Mann von der Inconstant an Bord genommen, doch starb einer kurz darauf an seinen Verwundungen. So starben insgesamt 11 Mann von U 409 – darunter ein Offizier –, während 38 – darunter drei Offiziere – in Kriegsgefangenschaft gerieten. Ein Gefangener starb ein gutes Jahr später am 3. September 1944 in Fort Knox (Kentucky).
Die Versenkung von U 409 (37° 12′ N, 4° 0′ O) wurde im Monthly Anti Submarine Report vom Juli 1943 als „herausragender Erfolg eines allein agierenden U-Jägers“ bezeichnet.

## Museum
- Deutsches U-Boot-Museum, Archiv für Internationale Unterwasserfahrt-Museum: Altenbrucher Bahnhofstr. 57, Archiv: Lange Straße 1 und 3, 27478 Cuxhaven-Altenbruch.